# Free - Liberi
Free - Liberi è un film del 2020 scritto e diretto da Fabrizio Maria Cortese.

## Trama
La storia di cinque anziani tutti ospitati in una casa di riposo. Le loro giornate trascorrono monotone annoiati e delusi dai propri familiari che non vedono mai e dai quali non ricevono affetto.

## Distribuzione
Il film è stato distribuito sulla piattaforma Amazon Prime Video a partire dal 12 gennaio 2021.

## Accoglienza

### Critica
Paola Casella di MYmovies.it ha assegnato al film una stella e mezzo su cinque, trovando la scrittura delle scene e nella definizione dei personaggi, che risultano nell'insieme «pasticciati e ridondanti» e con «svariati problemi di credibilità» sulle età presunte degli attori.